# NGC 2211
NGC 2211 (również PGC 18794) – galaktyka soczewkowata (SB0), znajdująca się w gwiazdozbiorze Wielkiego Psa. Odkrył ją 11 grudnia 1885 roku Francis Leavenworth.